# Teatro del grottesco
Teatro del grottesco („Theater des Grotesken“) bezeichnet eine Gruppe italienischer Dramatiker, die zwischen 1916 und 1925 bestand. Begründer der Richtung war Luigi Chiarelli (1880–1947), dessen Stück „Maske und Antlitz“ (La maschera e il volto) 1916 uraufgeführt wurde. 
In diesem für die Richtung beispielhaften Stück fühlt sich ein Ehemann verpflichtet, seine untreue Gattin zu ermorden. Da er das nicht über das Herz bringt, täuscht er den Mord lediglich vor. Er wird freigesprochen und nicht nur das: Seine Freunde bejubeln ihm, deren Frauen machen ihm Avancen, Körbe voller Glückwunschschreiben treffen ein, sein Haus ist ein Blumenmeer und schließlich naht noch ein Festzug, an dessen Spitze Richter und Geschworene gehen. Auf diesem Gipfel der grotesken Übersteigerung fliegt durch die Unvorsichtigkeit der Ehefrau der Betrug auf und die Gatten müssen fliehen, da das Vortäuschen eines Verbrechens aus Leidenschaft unnachsichtig verfolgt wird.
Weitere Angehörige der Gruppe waren:
- Luigi Antonelli (1877–1942; „Der Mann, der sich selbst begegnete“, „Der Traumladen“)
- Enrico Cavacchioli (1885–1954)
- Fausto Maria Martini (1886–1931)
- Dario Niccodemi (1874–1934)
- Pier Maria Rosso di San Secondo (1887–1956; „Marionetten, was für Leidenschaften!“)

Bedeutendster Vertreter der Richtung war Luigi Pirandello („Heinrich IV“, „Sechs Personen suchen einen Autor“).